# Portage (Michigan)
Pour les articles homonymes, voir Portage.
Portage est une ville de l'état du Michigan aux États-Unis, située à proximité de Kalamazoo. La population était de 46 292 habitants lors du recensement de 2010.